# Moore's Island
Moore's Island is een eiland en district van de Bahama's. Het eiland is ongeveer 11 km lang en 6 km breed en telt ongeveer 1500 inwoners.

## Geboren
- Steven Gardiner (1995), atleet